# Höheres Kavallerie-Kommando
Höhere Kavallerie-Kommandos (H.K.K.) bestanden während des Ersten Weltkriegs beim deutschen Heer zur Führung der Heereskavallerie auf der Führungsebene Korps. Sie wurden jedoch nicht als Korps bezeichnet, da sie keine Korpstruppen besaßen.

## Geschichte

### Aufstellung
Bei der Mobilmachung 1914 wurden vier Höhere Kavallerie-Kommandos gebildet, unter denen die erst im Kriegsfall aus Teilen der Divisionskavallerie und den reitenden Abteilungen der Feldartillerie aufgestellten Kavalleriedivisionen als schnelle Großverbände zusammengefasst wurden. Nachdem an der Westfront die Bewegungen zum Stillstand gekommen waren, wurden zwei H.K.K. (2 und 4) aufgelöst, zwei (1 und 3) an die Ostfront verlegt. Für die Offensive 1915 im Osten wurden zwei neue Höhere Kavallerie-Kommandos (5 und 6) aufgestellt. Nach dem Kriegseintritt Rumäniens 1916 wurde in Siebenbürgen das Kavallerie-Korps „Schmettow“ neu gebildet.
Im Herbst 1916 wurden die Verbände der Heereskavallerie teilweise aufgelöst, teilweise in Kavallerie-Schützen-Divisionen umgegliedert. Die Höheren Kavalleriekommandeure wurden zunehmend mit der Führung gemischter Großverbände betraut, die Stäbe denen der normalen Korps angeglichen und am 20. November 1916 in Generalkommandos zur besonderen Verwendung umbenannt.

## Organisation

### Verbandszugehörigkeit
- 1914 bei Kriegsbeginn
  - H.K.K. Nr. 1 bei 4. Armee, ab November bei 9. Armee
  - H.K.K. Nr. 2 bei 2. Armee, im Dezember 1914 aufgelöst
  - H.K.K. Nr. 3 bei 6. Armee, ab November bei 9. Armee
  - H.K.K. Nr. 4 bei 5. Armee, im Dezember 1914 aufgelöst
- 1915
  - H.K.K. Nr. 1 bei 9. Armee
  - H.K.K. Nr. 3 8. Januar bis 1. August 1915 bei Armee-Gruppe Frommel
  - H.K.K. Nr. 5[A 2] bei 9. Armee
  - H.K.K. Nr. 6
- 1916
  - H.K.K. Nr. 1 → GenKdo z. b. V. 56
  - H.K.K. Nr. 3 → GenKdo z. b. V. 57
  - H.K.K. Nr. 5 → GenKdo z. b. V. 58
  - H.K.K. Nr. 6 → GenKdo z. b. V. 59
  - ab 27. Oktober 1916 das neu aufgestellte Kavallerie-Korps „Schmettow“ bei Armee-Gruppe „Kühne“, 9. Armee
- 1917
  - Kavallerie-Korps „Schmettow“ (→ GenKdo z. b. V. 65) bei 9. Armee

### Gliederung
- Höherer Kavalleriekommandeur
- Stab mit Chef des Generalstabs, 1. Generalstabsoffizier, zwei Adjutanten und der Kommandant des Hauptquartiers.

### Unterstellte Truppenteile
Den H.K.K. waren ein bis drei Kavalleriedivisionen unterstellt
- 1914 bei Kriegsbeginn
  - H.K.K. Nr. 1: Garde-Kavallerie-Division, 3 und 5. Kavallerie-Division,
  - H.K.K. Nr. 2: 2., 4. und  9. Kavallerie-Division,
  - H.K.K. Nr. 3: 7, 8. Kavallerie-Division und Königlich Bayerische Kavallerie-Division,
  - H.K.K. Nr. 4: 6. Kavallerie-Division.
- 1915
  - H.K.K. Nr. 1: 1., 2., 3., 4., 6. und Königlich Bayerische Kavallerie-Division (bis Juli)

ab August: 3., 4. Kavallerie-Division
- H.K.K. Nr. 3: 8. Kavallerie-Division (bis Juli 1915), Königlich Bayerische Kavallerie-Division (ab Juli)
- H.K.K. Nr. 5 ab August: 2., 6. und 8. Kavallerie-Division
- H.K.K. Nr. 6 ab August: 1. Kavallerie-Division

- September 1916
  - Kavallerie-Korps „Schmettow“: 3. Kavallerie-Division, 1. k.u.k Kavallerie-Division und 51. Ungarische Honved-Division
- ab Oktober 1916
  - Kavallerie-Korps „Schmettow“: 6. und 7. Kavallerie-Division

Ab 1916 waren den Generalkommandos keine Großverbände mehr etatmäßig unterstellt.

### Kommandeure
| H.K.K. GenKdo z. b. V.          | Dienstgrad                         | Name                                  | Beginn der Berufung                  | Ende der Berufung                | Bemerkung                                                                                               |
| ------------------------------- | ---------------------------------- | ------------------------------------- | ------------------------------------ | -------------------------------- | --- |
| H.K.K. Nr. 1 GenKdo z. b. V. 56 | General der Kavallerie             | Manfred von Richthofen Götz von König | 02. August 1914 23. September 1916   | 22. September 1916 05. März 1918 | am 22. September 1916 in das Generalkommando z. b. V. Nr. 56 umgewandelt                                |
| H.K.K. Nr. 2                    | General der Kavallerie             | Georg von der Marwitz                 | 02. August 1914                      | 23. Dezember 1914                | zuvor Generalinspekteur der Kavallerie, anschließend Kommandierender General des XXXVIII. Reserve-Korps |
| H.K.K. Nr. 3                    | (Bay.) General der Kavallerie z.D. | Rudolf von Frommel                    | 02. August 1914                      | 25. November 1916                | ab 26. November 1916 in das Generalkommando z. b. V. Nr. 57 umgewandelt                                 |
| H.K.K. Nr. 4                    | Generalleutnant                    | Gustav von Hollen                     | 02. August 1914                      | 23. Dezember 1914                | |
| H.K.K. Nr. 5 GenKdo z. b. V. 58 | Generalleutnant                    | Egon von Schmettow                    | 18. August 1915 20. November 1916    | 20. November 1916 Kriegsende     | am 20. November 1916 in das Generalkommando z. b. V. Nr. 58 umgewandelt                                 |
| H.K.K. Nr. 6                    | Generalleutnant                    | Otto von Garnier                      | 17. August 1915                      | 02. September 1916               | zuletzt General der Kavallerie und Kommandierender General des VII. Reserve-Korps                       |
| H.K.K. Nr. 6 GenKdo z. b. V. 59 | Generalleutnant                    | Hermann Brecht                        | 03. September 1916 20. November 1916 | 20. November 1916 Kriegsende     | am 20. November 1916 in das Generalkommando z. b. V. Nr. 59 umgewandelt                                 |
| Kavallerie-Korps „Schmettow“    | Generalleutnant                    | Eberhard von Schmettow                | 27. Oktober 1916                     | 11. Januar 1917                  | am 11. Januar 1917 in das Generalkommando z. b. V. Nr. 65 umgewandelt                                   |

## Verweise